# Tapestry (Carole King)
| Recensione                        | Giudizio         |
| --------------------------------- | ---------------- |
| AllMusic                          | [ 4 ]            |
| Robert Christgau                  | A-               |
| The New Rolling Stone Album Guide | [ 6 ]            |
| Sputnikmusic                      | 5.0 (Classic)    |
| The Music Box                     | [ 8 ]            |
| Ondarock                          | (Pietra miliare) |
| Dizionario del Pop-Rock           | [ 10 ]           |
| 24.000 dischi                     | [ 11 ]           |

Tapestry è un album discografico della cantautrice statunitense Carole King, pubblicato dall'etichetta discografica Ode Records nel marzo del 1971.
Documento "storico" della musica cantautorale statunitense, il disco è uno dei più venduti negli USA (10 milioni di copie) e nel resto del mondo (22 milioni di copie).
L'album ha raggiunto la prima posizione nella Billboard 200 per 15 settimane in Australia, la quarta nel Regno Unito e l'ottava in Norvegia.
Il singolo It's Too Late è arrivato primo nella Billboard Hot 100 per cinque settimane, la quinta in Canada, la sesta nel Regno Unito e l'ottava in Irlanda.
Nell'anno della sua pubblicazione ha vinto ben quattro Grammy Awards: Disco dell'anno (It's Too Late), Album dell'anno (Tapestry), Miglior interpretazione vocale femminile (Tapestry), Canzone dell'anno (You've Got a Friend).
In USA ha totalizzato 318 settimane di permanenza nella Chart Billboard 200 (classifica statunitense riservata agli album).

## Tracce
Lato A
Testi e musiche di Carole King, eccetto dove indicato.
1. I Feel the Earth Move – 2:57
2. So Far Away – 3:55
3. It's Too Late – 3:51 (Carole King, Toni Stern)
4. Home Again – 2:27
5. Beautiful – 3:05
6. Way Over Yonder – 4:42

Lato B
Testi e musiche di Carole King, eccetto dove indicato.
1. You've Got a Friend – 5:07
2. Where You Lead – 3:18 (Carole King, Toni Stern)
3. Will You Love Me Tomorrow? – 4:10 (Carole King, Gerry Goffin)
4. Smackwater Jack – 3:39 (Carole King, Gerry Goffin)
5. Tapestry – 3:11
6. (You Make Me Feel Like) A Natural Woman – 3:47 (Carole King, Gerry Goffin, Jerry Wexler)

Edizione CD del 1999, pubblicato dalla Epic/Legacy Records (EK 65850)
Testi e musiche di Carole King, eccetto dove indicato.
1. I Feel the Earth Move – 2:58
2. So Far Away – 3:55
3. It's Too Late – 3:53 (Carole King, Toni Stern)
4. Home Again – 2:29
5. Beautiful – 3:08
6. Way Over Yonder – 4:44
7. You've Got a Friend – 5:09
8. Where You Lead – 3:20 (Carole King, Toni Stern)
9. Will You Love Me Tomorrow? – 4:12 (Carole King, Gerry Goffin)
10. Smackwater Jack – 3:41 (Carole King, Gerry Goffin)
11. Tapestry – 3:13
12. (You Make Me Feel Like) A Natural Woman – 3:49 (Carole King, Gerry Goffin, Jerry Wexler)
13. Out in the Cold – 2:44 – Bonus Track - Previously Unreleased
14. Smackwater Jack – 3:21 (Carole King, Gerry Goffin) – Bonus Track - Previously Unreleased, Live Version

Edizione CD del 2009, pubblicato dalla Epic/Legacy Records (88697488652)
Testi e musiche di Carole King, eccetto dove indicato.
1. I Feel the Earth Move – 2:59
2. So Far Away – 3:55
3. It's Too Late – 3:53 (Carole King, Toni Stern)
4. Home Again – 2:29
5. Beautiful – 3:07
6. Way Over Yonder – 4:44
7. You've Got a Friend – 5:09
8. Where You Lead – 3:20 (Carole King, Toni Stern)
9. Will You Love Me Tomorrow? – 4:12 (Carole King, Gerry Goffin)
10. Smackwater Jack – 3:41 (Carole King, Gerry Goffin)
11. Tapestry – 3:15
12. (You Make Me Feel Like) A Natural Woman – 3:50 (Carole King, Gerry Goffin, Jerry Wexler)
13. It's Too Late – 4:06 (Carole King, Toni Stern) – Bonus Track - Live
14. You've Got a Friend – 5:01 – Bonus Track - Live
15. (You Make Me Feel Like) A Natural Woman – 4:08 (Carole King, Gerry Goffin, Jerry Wexler) – Bonus Track - Live

## Musicisti
- Carole King - voce, cori, tastiera, pianoforte
- Joel O'Brien - batteria
- Danny Kortchmar - chitarra elettrica, congas
- Charles Larkey - basso, contrabbasso
- Russel Kunkel - batteria
- Ralph Schuckett - pianoforte, Fender Rhodes
- James Taylor - chitarra acustica
- Joel O'Brien - batteria
- Perry Steinberg (String Quartet) - contrabbasso
- Barry Socher (String Quartet) - violino
- David Campbell (String Quartet) - viola
- Terry King (String Quartet) - violoncello
- Curtis Amy - sassofono tenore, sassofono soprano, flauto
- Merry Clayton, Julia Tillman - cori

Note aggiuntive
- Lou Adler - produttore
- Registrazioni effettuate al A&M Recording Studios
- Hank Cicalo - ingegnere delle registrazioni
- Roland Young - art direction
- Chuck Beeson - design album
- Jim McCrary - fotografia[23][24]